# Victor Perret
Pour les articles homonymes, voir Perret.
Victor Perret (Lyon 1er, 21 août 1883 -  Lyon 4e, 6 août 1941) était un homme politique français de droite actif dans les années 1920 et 1930.

## Premières années
Perret est né à Lyon dans une famille bourgeoise catholique conservatrice de cette ville. Son père était un marchand de soie, et Perret a continué dans ce métier.
Il a combattu dans les tranchées pendant la Première Guerre mondiale.